# 陸軍総裁
陸軍総裁（りくぐんそうさい）は、幕府陸軍の最高職である。陸軍省の陸軍大臣また陸軍長官に相当する。

## 概要
文久の改革で西洋式兵制（三兵戦術）の導入、兵賦令（旗本から石高に応じて農兵もしくは金を徴収する）の発布などの軍制改革が行われ、それに伴って文久2年12月18日（1863年2月6日）に蜂須賀斉裕が陸軍総裁に就任した。斉裕は海軍総裁も兼任したが、すぐに辞任した。後任は設置されなかった。
徳川慶喜が実施した慶応の改革で正規の職として復活し、慶応2年12月28日（1867年2月2日）に松平乗謨が就任した。慶応4年1月24日（1868年2月17日）、戊辰戦争を契機に乗謨は辞任した。勝海舟がその跡を継ぎ、江戸城無血開城を行った。

## 参考
- 高橋典幸他著『日本軍事史』吉川弘文館、2006年。ISBN 978-4642079532